# Haunting - Presenze
Haunting - Presenze (The Haunting) è un film del 1999 diretto da Jan de Bont e ispirato dal romanzo L'incubo di Hill House (The Haunting of Hill House) di Shirley Jackson. È il remake di Gli invasati (1963) di Robert Wise con Julie Harris, Claire Bloom e Richard Johnson.

## Trama
Il professore David Marrow intende studiare i segreti di Hill House, un maniero appartato nel Massachusetts occidentale, che si dice sia infestata da oscure presenze. Con la scusa di condurre una ricerca sull'insonnia e desideroso di studiarne le reazioni in relazione alla paura, attira e porta con sé tre candidati, senza però dire la verità. 
Eleanor "Nell" Vance, insonne, si prende cura della madre invalida da 11 anni, condividendo con lei un appartamento di Boston. Dopo la morte della madre, la sorella di Nell, Jane, e suo marito Lou ereditano la residenza. Espellono Nell per prepararsi a una vendita. Mentre affronta i senzatetto, Nell accetta l'invito a partecipare allo studio sull'insonnia del Dr. David Marrow a Hill House. A casa incontra il signor e la signora Dudley, un'eccentrica coppia di custodi. Arrivano altri due partecipanti: Luke Sanderson e l'affascinante Theodora ("Theo"), insieme al dottor Marrow e ai suoi due assistenti di ricerca. 
Durante la loro prima notte, il dottor Marrow racconta la storia di Hill House: il suo proprietario originale, Hugh Crain , un magnate tessile del 19º secolo, costruì la casa vagante per sua moglie Renee, sperando di popolarla con una famiglia numerosa. Sfortunatamente, tutti i figli di Crain erano nati morti e Renee, devastata dalle molteplici perdite, si uccise. Crain divenne un recluso. L'assistente di Marrow viene gravemente ferito in uno strano incidente ed entrambi gli assistenti di ricerca partono per l'ospedale. Iniziano a verificarsi eventi soprannaturali e Nell vede i fantasmi dei bambini. Un grande ritratto di Hugh Crain viene vandalizzato con le parole "benvenuta a casa, Eleanor" scritte con il sangue. Theo e Luke accusano Nell, sostenendo che sta cercando attenzione.
Nell diventa determinata a dimostrare che la casa è infestata dai fantasmi. Trova l'ufficio nascosto di Crain e scopre che ha ampiamente utilizzato il lavoro minorile nei suoi cotonifici. Torturò e uccise diversi orfani nella sua casa, poi bruciò i loro corpi nel camino. Suppone che gli spiriti di questi bambini siano intrappolati in casa, fornendo a Crain una "famiglia eterna". Crain aveva una seconda moglie di nome Carolyn, dalla quale discende Nell. Il dottor Marrow è scettico sulle affermazioni di Nell e presto rivela al gruppo il suo vero studio sulla paura, ma dopo che una statua ha cercato di annegarlo, si rende conto che Hill House è davvero infestata dai fantasmi. Nell rivela di essere imparentata con Carolyn Crain e deve aiutare i bambini ad "andare avanti" nell'aldilà.
Il dottor Marrow chiede a tutti di lasciare Hill House, ma il fantasma di Hugh Crain li intrappola all'interno. Luke deturpa un ritratto di Crain, facendone infuriare lo spirito che lo decapita. Quando Crain stesso si manifesta, il dottor Marrow e Theo si nascondono in casa mentre Nell lo distrae. Rendendosi conto che esso ha prosperato grazie alla paura che ha creato nei bambini, Nell dichiara di non aver paura di lui. La sua dichiarazione indebolisce il fantasma che viene gettato in una porta decorativa di bronzo raffigurante bambini angosciati in una scena simile al purgatorio. Trascina Nell con sé, ma gli spiriti la liberano e lei muore. L'anima di Nell, insieme a quella dei bambini liberati, sale al cielo.
La mattina seguente, il dottor Marrow e Theo incontrano i Dudley al cancello principale, dove il signor Dudley chiede al dottore se ha scoperto quello che voleva sapere. Il dottor Marrow e Theo se ne vanno senza dire una parola e si lasciano alle spalle Hill House.

## Produzione
Haunting - Presenze avrebbe dovuto essere, nelle intenzioni iniziali, una collaborazione fra Steven Spielberg (come regista) e Stephen King (come sceneggiatore), ma i due avevano differenti vedute sulla produzione ed il progetto non andò in porto. King si dedicò alla realizzazione della sceneggiatura della miniserie televisiva Stephen King's Rose Red, non del tutto dissimile a Haunting.
La dimora di Harlaxton Manor, in Inghilterra, è stata utilizzata per gli esterni della casa, mentre la maggior parte degli interni è stata ricostruita dal production designer argentino Eugenio Zanetti negli hangar nei quali tempo prima si trovava l'Hughes H-4 Hercules a Long Beach in California.

## Riconoscimenti
- 1999 - Razzie Awards
  - Candidatura per il peggior film
  - Candidatura per la peggior regia a Jan de Bont
  - Candidatura per la peggior attrice protagonista a Catherine Zeta-Jones
  - Candidatura per la peggior coppia a Lili Taylor e Catherine Zeta-Jones
  - Candidatura per la peggior sceneggiatura a David Self
- 2000 - Blockbuster Entertainment Awards
  - Candidatura per il miglior attore in un film horror a Liam Neeson
  - Candidatura per la miglior attrice in un film horror a Catherine Zeta-Jones
  - Candidatura per il miglior attore non protagonista in un film horror a Owen Wilson
  - Candidatura per la miglior attrice non protagonista in un film horror a Lili Taylor
- 1999 - Bogey Awards
  - Bogey Award
- 2000 - BMI Film & TV Award
  - Miglior colonna sonora a Jerry Goldsmith